# British Home Championship 1937/38
De British Home Championship van 1937/38 was de 50e editie van de British Home Championship. Het toernooi werd gehouden van 23 oktober 1937 tot en met 9 april 1938. Engeland werd kampioen.

## Eindstand
| Team      | Gsp | W | G | V | DV | DT | DS | Ptn |
| --------- | --- | - | - | - | -- | -- | -- | --- |
| Engeland  | 3   | 2 | 0 | 1 | 7  | 3  | +4 | 4   |
| Schotland | 3   | 1 | 1 | 1 | 3  | 3  | 0  | 3   |
| Ierland   | 3   | 1 | 1 | 1 | 3  | 6  | –3 | 3   |
| Wales     | 3   | 1 | 0 | 2 | 3  | 4  | –1 | 2   |

## Wedstrijden
|                                                    |                    |       |                                                           |                                                                              |
| 23 oktober 1937 «onderlinge duels» 15:00 uur (UTC) | Noord-Ierland      | 1 – 5 | Engeland                                                  | Windsor Park, Belfast Toeschouwers: 36.000 Scheidsrechter: Willie Webb (SCO) |
| 23 oktober 1937 «onderlinge duels» 15:00 uur (UTC) | Alex Stevenson 89' |       | 10', 20', 55' George Mills 58' Willie Hall 75' Eric Brook | Windsor Park, Belfast Toeschouwers: 36.000 Scheidsrechter: Willie Webb (SCO) |

|                                                    |                                   |       |                 |                                                                                |
| 30 oktober 1937 «onderlinge duels» 15:00 uur (UTC) | Wales                             | 2 – 1 | Schotland       | Ninian Park, Cardiff Toeschouwers: 41.800 Scheidsrechter: Charlie Argent (ENG) |
| 30 oktober 1937 «onderlinge duels» 15:00 uur (UTC) | Bryn Jones 26' Seymour Morris 40' |       | 72' Alex Massie | Ninian Park, Cardiff Toeschouwers: 41.800 Scheidsrechter: Charlie Argent (ENG) |

|                                                     |                 |       |                   |                                                                                     |
| 10 november 1937 «onderlinge duels» 14:40 uur (UTC) | Schotland       | 1 – 1 | Noord-Ierland     | Pittodrie Stadium, Aberdeen Toeschouwers: 21.878 Scheidsrechter: Jimmy Jewell (ENG) |
| 10 november 1937 «onderlinge duels» 14:40 uur (UTC) | Jimmy Smith 48' |       | 15' Peter Doherty | Pittodrie Stadium, Aberdeen Toeschouwers: 21.878 Scheidsrechter: Jimmy Jewell (ENG) |

|                                                     |                                      |       |                 |                                                                                     |
| 17 november 1937 «onderlinge duels» 14:30 uur (UTC) | Engeland                             | 2 – 1 | Wales           | Ayresome Park, Middlesbrough Toeschouwers: 30.608 Scheidsrechter: Willie Webb (SCO) |
| 17 november 1937 «onderlinge duels» 14:30 uur (UTC) | Stanley Matthews 28' Willie Hall 59' |       | 16' Eddie Perry | Ayresome Park, Middlesbrough Toeschouwers: 30.608 Scheidsrechter: Willie Webb (SCO) |

|                                                  |                  |       |       |                                                                                    |
| 16 maart 1938 «onderlinge duels» 15:00 uur (UTC) | Noord-Ierland    | 1 – 0 | Wales | Windsor Park, Belfast Toeschouwers: 14.000 Scheidsrechter: Reginald Mortimer (ENG) |
| 16 maart 1938 «onderlinge duels» 15:00 uur (UTC) | Joe Bambrick 78' |       |       | Windsor Park, Belfast Toeschouwers: 14.000 Scheidsrechter: Reginald Mortimer (ENG) |

|                                                 |          |                 |           |                                                                                     |
| 9 april 1938 «onderlinge duels» 15:00 uur (UTC) | Engeland | 0 – 1           | Schotland | Wembley Stadium, Londen Toeschouwers: 93.267 Scheidsrechter: William Hamilton (IRL) |
| 9 april 1938 «onderlinge duels» 15:00 uur (UTC) |          | 5' Tommy Walker |           | Wembley Stadium, Londen Toeschouwers: 93.267 Scheidsrechter: William Hamilton (IRL) |